# Marie Henri d'Arbois de Jubainville
Marie Henri d'Arbois de Jubainville, född 5 december 1827 och död 1910, var en fransk historiker och språkforskare.

## Biografi
D'Arbois de Jubainville blev 1882 professor i keltisk filologi vid Collège de France, ägande sig först åt studier i fransk historia, vilkas förnämsta resultat var arbetet Histoire des ducs et comtes de Champagne depuis le VIe siècle jusqu'à la fin du XIe (8 band, 1859-69), men övergick sedan till studiet av fransk arkeologi och fornhistoria samt keltisk filologi, på vilka områden han blev en framstående auktoritet. Bland hans arbeten på det förra området märks främst Les premiers habitants de l'Europe (1877, 2:a upplagan 1884-94) och Recherches sur l'origine de la propriété foncière (1906), på det senare, det stora under medverkan av J. Loth 1892-1908 i 12 volymer utgivna samlingsverket Cours de littérature celtique. Stora förtjänster om den keltiska språkforskningen d'Arbois de Jubainville dessutom förvärvad sig genom redigerande under en lång följd av år av tidskriften Revue celtique. Även den franska språkhistorien har varit föremål för d'Arbois de Jubainvilles vetenskapliga intresse; bland hans arbeten på detta område märks Étude sur la langue des Francs à l'époque mérovingienne (1900).